# Polla pitblanca
La polla pitblanca (Amaurornis phoenicurus) és una espècie d'ocell de la família dels ràl·lids (Rallidae) que habita pantans, espessors de bambú, conreus d'arròs, llacs i rierols de la zona indomalaia, al Pakistan, l'Índia, Sri Lanka, les Maldives, Andaman i Nicobar, sud-est de la Xina, Hainan, Taiwan, sud-est asiàtic, Illes de la Sonda des de Sumatra i Borneo fins a l'illa de Timor, Filipines, Moluques i localment al Japó.